# 2023 en Ouganda
 2021 par pays en Afrique — 2022 par pays en Afrique — 2023 par pays en Afrique — 2024 par pays en Afrique — 2025 par pays en Afrique
Cet article traite des événements qui se sont produits durant l'année 2023 en Ouganda.

## Événements

### Janvier
- 1 janvier : Au moins neuf personnes sont tuées et de nombreuses autres sont blessées lors d'une bousculade lors d'un spectacle musical à Kampala[1].

### Février
- x

### Mars
- x

### Avril
- x

### Mai
- x

### Juin
- 16 juin : massacre de l'école de Mpondwe.

### Juillet
- x

### Août
- x

### Septembre
- x

### Octobre
- x

### Novembre
- x

### Décembre
- x